# Bartoloměj Josef Kulhavý
Bartoloměj Josef Kulhavý, OP (6. března 1921 v Litomyšli – 30. prosince 2016 v Olomouci) byl český katolický duchovní, dominikán a vysokoškolský učitel.

## Život

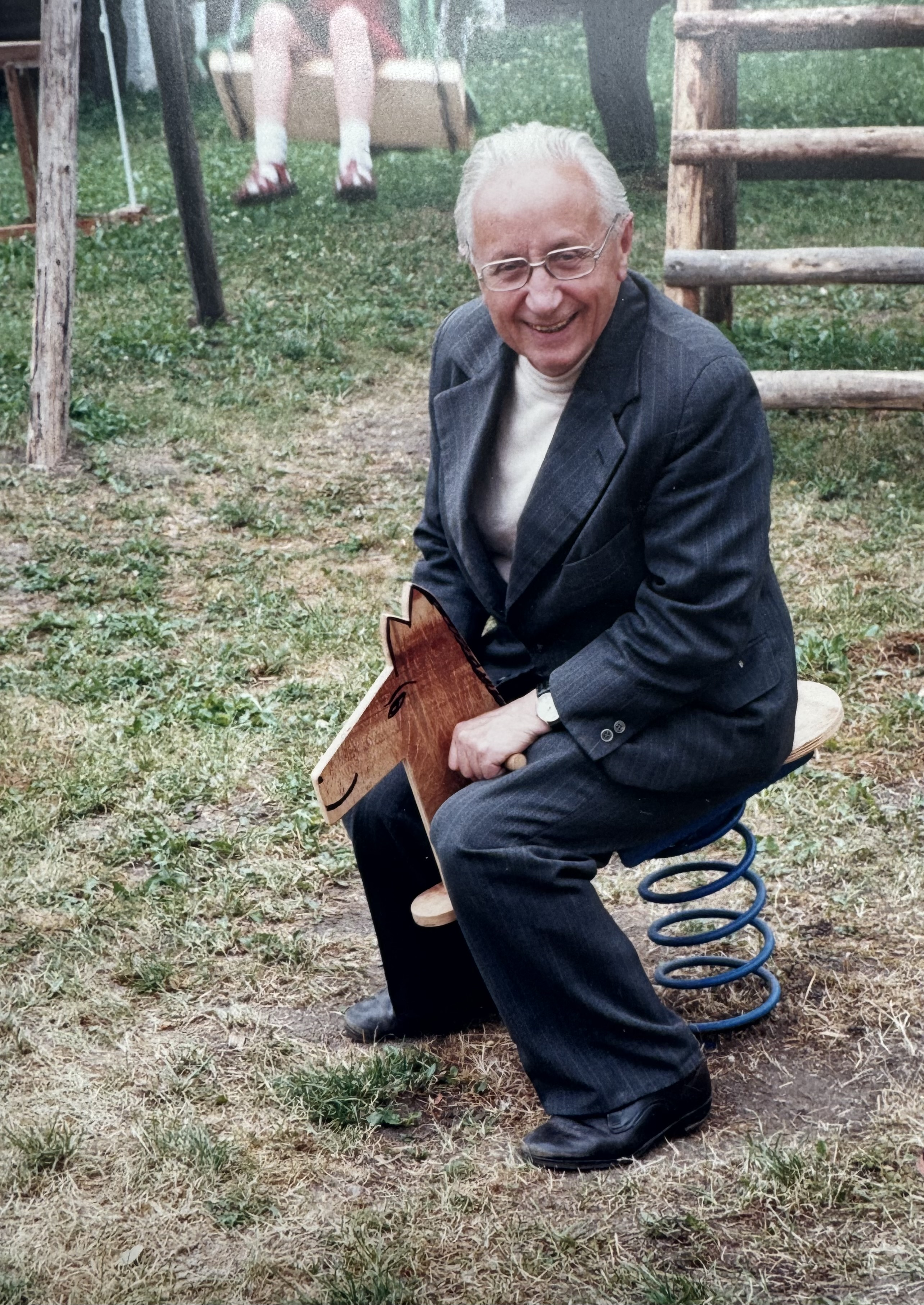
Bartoloměj Kulhavý v roce 2002 v Uherském Brodě

Vystudoval gymnázium ve Vysokém Mýtě. Po maturitě zahájil roku 1941 studia v diecézním kněžském semináři v Hradci Králové, odkud byl v říjnu 1942 odveden na nucené práce do Říše. Po válce vstoupil 6. října 1945 vstoupil do dominikánského řádu a dokončil v Olomouci teologická studia. Na kněze byl vysvěcen 5. července 1949. Po zrušení klášterů v rámci Akce K v dubnu 1950 byl internován v Broumově, od září 1950 do prosince 1953 byl u Pomocných technických praporů. Pracoval pak jako dělník (do roku 1960 v Karose ve Vysokém Mýtě. Poté pracoval do roku 1968 ve vývojové dílně zemědělských strojů v Nových Hradech) a po pracovní době bez nároku na odměnu opravoval kostely.
V roce 1968 směl nastoupit do farní duchovní správy. Působil ve Knířově, Vraclavi, Vysokém Mýtě, Chocni, Běstovicích a Zámrsku. Od roku 1989 byl jeden rok kaplanem kláštera sester dominikánek v Kadani a poté žil v komunitě bratří dominikánů v Ústí nad Labem. Zde přednášel na Univerzitě Jana Evangelisty Purkyně. Od roku 2001 působil v Uherském Brodě a od roku 2014 v Olomouci, kde o dva roky později, 30. prosince 2016, zemřel.
Poslední rozloučení s Bartolomějem Josefem Kulhavým proběhlo v olomouckém dominikánském kostele Neposkvrněného početí Panny Marie. Ostatky byly uloženy do řádového hrobu na Ústředním hřbitově v Olomouci-Neředíně.